# Dicranomyia (Peripheroptera) teucholaboides
Dicranomyia (Peripheroptera) teucholaboides is een tweevleugelige uit de familie steltmuggen (Limoniidae). De soort komt voor in het Neotropisch gebied.